# NGC 5314
NGC 5314 est une galaxie spirale relativement éloignée et située dans la constellation de la Petite Ourse. Sa vitesse par rapport au fond diffus cosmologique est de 9 636 ± 100 km/s, ce qui correspond à une distance de Hubble de 142 ± 10 Mpc (∼463 millions d'al). NGC 5314 a été découverte par l'astronome américain Lewis Swift en 1886.